# Oleg Iwenko
Oleg Iwenko (russisch Олег Ивенко) (* 14. August 1996) ist ein ukrainischer Balletttänzer in Russlands Republik Tatarstan. Seit 2014 ist er Solotänzer der M. Jalil Tatar State Academic Opera in Kasan.

## Leben
Ivenko schloss im Jahr 2006 eine Ausbildung an der Charkiwer Choreografischen Schule sowie im Jahr 2010 am Staatlichen Belarussischen Choreografischen Kolleg ab. 2015 gastierte das Kasan-Ballett im Théatre Alexandre Dumas in Saint-Germain-en-Laye mit Romeo und Julia (Prokofjew) und Ivenko in der Rolle des Mercutio.
Im Jahr 2016 ging Ivenko mit dem Kasan-Ballett auf Europa-Tournee, die in Toulon startete, in sechs europäische Länder führte und 64 Bühnenauftritte umfasste. Auf dem Programm standen Der Nussknacker, Schwanensee, Dornröschen  und Don Quijote. Die zwei Stationen in Deutschland waren das Scharoun-Theater Wolfsburg (Der Nussknacker) und das Teo Otto Theater (Don Quijote).
Ivenko spielte in den Jahren 2017/18 die Rolle Nurejews in Ralph Fiennes’ Film The White Crow. Das Drehbuch für den Film basiert auf der Biographie „Rudolf Nureyev: The Life“ von Julie Kavanagh.
Im September 2022 hatte er ein Engagement am Londoner Theatre Royal Drury Lane im Rahmen der Gala zu Ehren Nurejews mit dem Titel Nureyev: Legend and Legacy. In einem Interview sagte er u. a., dass es wichtig sei, dass er die Ukraine in der Welt repräsentiere.
In dem Interview berichtete er auch über seine Rolle im Film Joika – Ein Leben für den Tanz, der 2023 in die Kinos kam.

## Ehrungen
- 2011: International Tanzolymp, Berlin; Silbermedaille (Pas de deux mit Kristina Andrejewa in der Altersgruppe 3, (13–15 Jahre))[8]
- 2014: 1. Preis International Ballet Competition in Krasnojarsk[9]
- 2014: Grand Prix – 5. Yuri Grigorovich International Competition „Young ballet of the world“ in Sochi[10]
- 2020: Leonide Massine Prize in Positano, in der Kategorie „Best Dancer of the Year on the International Stage“.[11]
- Verdienter Künstler Tatarstans[2]